# Lull (группа)
Lull — дарк-эмбиент-проект, образованный бывшим участником Napalm Death Миком Харрисом в 1990 году.
Мик Харрис начал проект Lull в 1990 году, когда он приобрел сэмплер, педаль реверберации и 4-дорожечный магнитофон. После ухода из грайндкор-группы Napalm Death Харрис захотел создавать музыку в стиле дарк-эмбиент. Аарон Тёрнер из Isis и Mamiffer описал альбом Way through Staring как «первую по-настоящему минималистичную музыку, с которой я столкнулся и которая действительно меня зацепила».

## Дискография

### Студийные альбомы
- 1992 - Dreamt About Dreaming
- 1993 - Journey Through Underworlds
- 1994 - Cold Summer
- 1996 - Continue
- 1997 - Way Through Staring
- 1998 - Moments
- 2001 - Brook (with Origami Arktika)
- 2008 - Like a Slow River
- 2022 - That Space Somewhere

### EP
- 1994 - Chime / Gerbarra
- 1994 - Silenced / Outerbounds
- 1994 - Echoed Currents / Shooting Star Crash
- 1994 - The Passing / Iceberg
- 1995 - Time Box
- 2008 - Circadian Rhythm Disturbance (with Beta Cloud)

### Сборник
- 2003 - Collected (Rare and Unreleased tracks)